# Poledník (Jizerské hory)
Poledník (německy Mittagsberg) je hora o výšce 863,7 metrů, která je dominantou západní části Jizerských hor. Tento vrchol na západě Hejnického hřebene býval částí stejnojmenné státní přírodní rezervace, nejrozsáhlejší v celém pohoří (134,05 ha). Od konce dvacátého století je částí národní přírodní rezervace nazvané Jizerskohorské bučiny.